# Jyrki Välivaara
Jyrki Välivaara (* 30. Mai 1976 in Jyväskylä) ist ein ehemaliger finnischer Eishockeyspieler, der im Laufe seiner Karriere bei JYP Jyväskylä und Tappara Tampere in der Liiga sowie beim  Linköpings HC und den Malmö Redhawks in der Svenska Hockeyligan aktiv war. Im Juli 2014 beendete er seine Karriere aufgrund einer Verletzung.

## Karriere
Jyrki Välivaara begann seine Karriere als Eishockeyspieler in seiner Heimatstadt in der Nachwuchsabteilung von JYP Jyväskylä, für dessen Profimannschaft er in der Saison 1997/98 sein Debüt in der SM-liiga gab. Nach vier Jahren bei JYP wechselte der Verteidiger innerhalb der Liga zu Tappara Tampere, mit dem er auf Anhieb zunächst Vizemeister und in der Saison 2002/03 erstmals in seiner Laufbahn Finnischer Meister wurde. Von 2003 bis 2006 spielte er für den Linköpings HC in der schwedischen Elitserien. Zu Beginn der Saison 2006/07 nahm er ein Angebot des Ligakonkurrenten Malmö Redhawks an, mit dem er am Saisonende in die zweitklassige HockeyAllsvenskan abstieg. In dieser blieb er ein Jahr, verließ die Südschweden jedoch nach dem verpassten Wiederaufstieg und schloss sich seinem Heimatverein JYP Jyväskylä an. Mit JYP wurde er in der ersten Spielzeit nach seiner Rückkehr in der Saison 2008/09 Finnischer Meister. 
Nach seiner punktbesten Spielzeit in der SM-liiga und dem Gewinn des Weltmeistertitels mit Finnland wurde Välivaara zur Saison 2011/12 von Metallurg Nowokusnezk aus der Kontinentalen Hockey-Liga verpflichtet. Nach einem Jahr in der KHL kehrte er zu JYP zurück.

### International
Für Finnland nahm Välivaara 2003, 2006, 2009, 2010 und 2011 an der Euro Hockey Tour teil. Zudem stand er im Aufgebot seines Landes bei der Weltmeisterschaft 2011 in der Slowakei, bei der er mit seiner Mannschaft Weltmeister wurde.

## Erfolge und Auszeichnungen
- 2002 Finnischer Vizemeister mit Tappara Tampere
- 2003 Finnischer Meister mit Tappara Tampere
- 2009 Finnischer Meister mit JYP Jyväskylä

### International
- 2011 Goldmedaille bei der Weltmeisterschaft

## Statistik
(Stand: Ende der Saison 2013/14)